# Joško Kovač
Joško Kovač (Spalato, 11 febbraio 1987) è un ex calciatore croato, di ruolo centrocampista.